# Sidney de Jong
Sidney de Jong (Amsterdam, 14 april 1979) is een voormalige rechtshandige Nederlandse honkballer. Zijn positie is catcher.
De Jong deed honkbalervaring op in het college-honkbal in de Verenigde Staten. In 2000 debuteerde hij in Nederland in de hoofdklasse bij de Amsterdam Pirates. Vervolgens speelde hij bij Kinheim (2001-2002) en HCAW (2003-2006) alvorens bij Pirates terug te keren in 2007. In 2002 werd hij uitgeroepen tot Meest Waardevolle Speler van de hoofdklasse.
Sinds het EK honkbal van 2001 maakt De Jong deel uit van het Nederlands team. Bij het EK van 2005 en het WK van 2007 werd hij uitgeroepen tot beste catcher van het toernooi. Ook in 2008 is hij weer opgenomen in de selectie voor de Olympische Spelen in Peking.
In 2009 tijdens de Wereldkampioenschappen in Italië werd hij uitgeroepen tot beste catcher van het toernooi en opgenomen in het All Star team.
Op het WK van 2011 werd hij met Nederland wereldkampioen.
Sharnol Adriana · 
Wladimir Balentien · 
Johnny Balentina · 
Patrick Beljaards · 
Maikel Benner · 
Yurendell de Caster · 
Ivanon Coffie · 
Rob Cordemans · 
Robin van Doornspeek · 
Dave Draijer · 
Evert-Jan 't Hoen · 
Chairon Isenia · 
Eelco Jansen · 
Sidney de Jong · 
Ferenc Jongejan · 
Eugene Kingsale · 
Dirk van 't Klooster · 
Patrick de Lange · 
Raily Legito · 
Calvin Maduro · 
Diego Markwell · 
Ralph Milliard · 
Harvey Monte · 
Alexander Smit
Sharnol Adriana · 
David Bergman · 
Leon Boyd · 
Yurendell de Caster · 
Rob Cordemans · 
Dave Draijer · 
Michael Duursma · 
Bryan Engelhardt · 
Percy Isenia · 
Sidney de Jong · 
Michiel van Kampen · 
Eugene Kingsale · 
Dirk van 't Klooster · 
Roel Koolen · 
Raily Legito · 
Diego Markwell · 
Shairon Martis · 
Martijn Meeuwis · 
Danny Rombley · 
Jeroen Sluijter · 
Tjerk Smeets · 
Alexander Smit · 
Juan Carlos Sulbaran · 
Pim Walsma